# Duimkompas
Een duimkompas is een kompas dat het noorden aanduidt met een naald. Dit soort kompas wordt vooral gebruikt door mensen die aan oriëntatieloop doen.

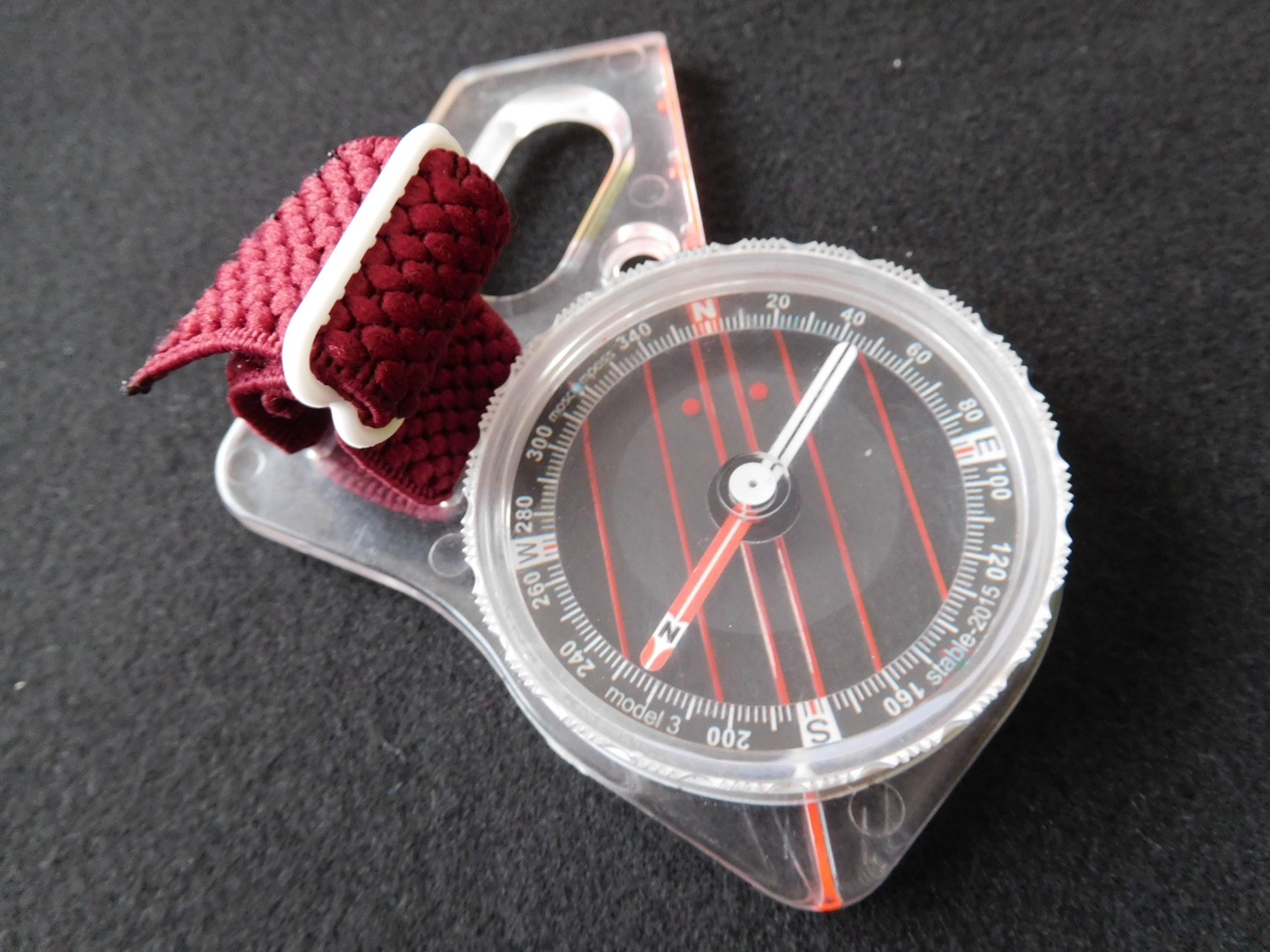
Het duimkompas

## Geschiedenis
Het oorspronkelijke kompas bestond al zeker voor de 12e eeuw. Het duimkompas daarentegen bestaat maar sinds de 20e eeuw.

## Uiterlijk
Een duimkompas ziet er eigenlijk net uit als een gewoon kompas. Het enige dat verschilt is dat er aan het duimkompas een elastisch duimband met een rubberen grip en een transparante basisplaat aanwezig is.

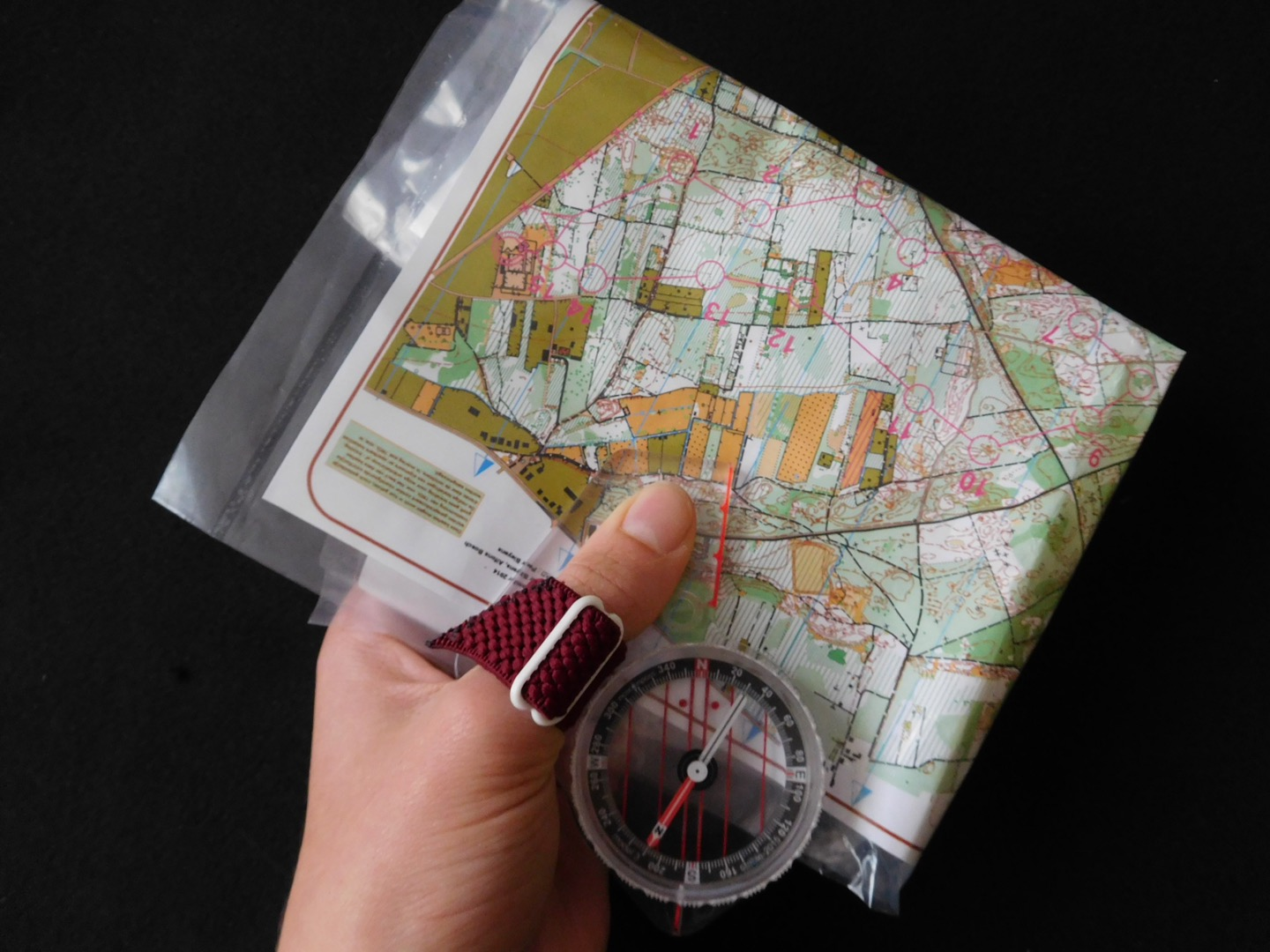
Het duimkompas met een kaart in je hand

## Gebruik
Zoals eerder vermeld, wordt het duimkompas vooral gebruikt door oriëntatielopers. Ze gebruiken dit kompas om gemakkelijker en vooral sneller hun kaart te kunnen oriënteren. Dankzij het feit dat het kompas vastzit aan de duim, hoeven ze gewoon de kaart te draaien volgens de naald die het noorden aanduidt.

## Soorten
Er bestaan 2 verschillende soorten duimkompassen:
Stabiel kompasDe eerste soort heeft een naald dat traag beweegt en dus heel stabiel blijft wanneer je beweegt. Dit kan een voordeel zijn, maar ook een nadeel. Als je namelijk snel wilt weten wat het noorden is, zal het je niet lukken met dit kompas. Het stabiel kompas is vooral voor mensen die hun kaart willen lezen terwijl ze aan het lopen zijn.
Snel kompasBij het tweede soort duimkompas blijft de naald niet zo stabiel. De naald zal echter wel snel het noorden vinden. Het snel kompas is voor mensen die hun kaart snel willen lezen, wanneer ze niet in beweging zijn.